# بيتي مور
بيتي مور (بالإنجليزية: Betty Moore) (ولدت في 21 نوفمبر 1934، في نيو ساوث ويلز، أستراليا) رياضية، كيميائية، فاعلة خير أسترالية، لعبت تحت لواء بريطانيا العظمى في دورة ألعاب الإمبراطورية البريطانية ودورة ألعاب الكومنولث في برث بغرب أستراليا. حاصلة على ميداليتين فضيتين في حواجز 80 متر، وجري تتابع 4*110 ياردة، وهي زوجة جوردون مور رجل الأعمال ومؤسس شركة إنتل وصاحب قانون مور، وصاحبة مؤسسة غوردن وبيتي مور، وحاصلة على ميدالية كارنيجي للأعمال الخيرية عام 2009.

## السيرة الذاتية

### الحياة العملية

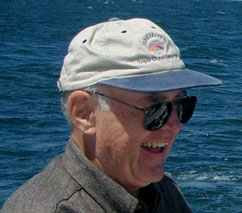
جوردون مور

لمور أرقام قياسية في تخطي الحواجز خلال خمسينات القرن الماضي لولاية نيو ساوث ويلز، وفي الفترة نفسها نجحت في الحصول على درجة ماجستير في الكيمياء مع آرثر بيرش في جامعة سيدني. سافرت بيتي إلى مانشستر، وبدأت بالتدرب مع بعثة المنتخب الإنجليزي لألعاب القوى. ونجحت في الحصول على بطولة تخطي الحواجز.
تم اختيار مور لتمثيل بريطانيا العظمى في دورة الألعاب الأوليمبية الصيفية المقامة عام 1960 في روما. ولكن تم إستبعادها من المنافسة نتيجة أنها أقامت في بريطانيا 22 شهرا فقط بدلا من 24 شهر المتفق عليها في لوائح الدورة. تم اختيارها مرة أخرى لتمثيل إنجلترا في دورة ألعاب الإمبراطورية البريطانية ودورة ألعاب الكومنولث في برث بغرب أستراليا عام 1962. نجحت فيها مور بكسر تسع أرقام قياسية للمنتخب البريطاني، وتسجيل رقم قياسي جديد لها في الكومنولث لجري 80 متر حواجز. لتخرج مور من الدورة بميداليتين فضيتين في حواجز 80 متر، وجري تتابع 4*110 ياردة.
عادت بيتي مرة أخرى إلى أستراليا لاستئناف حياتها المهنية في مجال الكيمياء وتقاعدت في عام 1999. تم تعين مور كمدرب ومسئول تقني في دورة الألعاب الأولمبية عام 2000 في سيدني تزامنا مع عملها كعضو مجلس إدارة في ألعاب القوى بنيو ساوث ويلز.
قابلت بيتي زوجها جوردون مور رجل الأعمال ومؤسس شركة إنتل وصاحب قانون مور في جامعة سان خوسيه الحكومية. وتزوج الثنائي في 9 سبتمبر 1950، وغادروا في اليوم التالي إلى معهد كاليفورنيا للتكنولوجيا. للثنائي ولدين كينيث وستيفن.

### الأعمال الخيرية

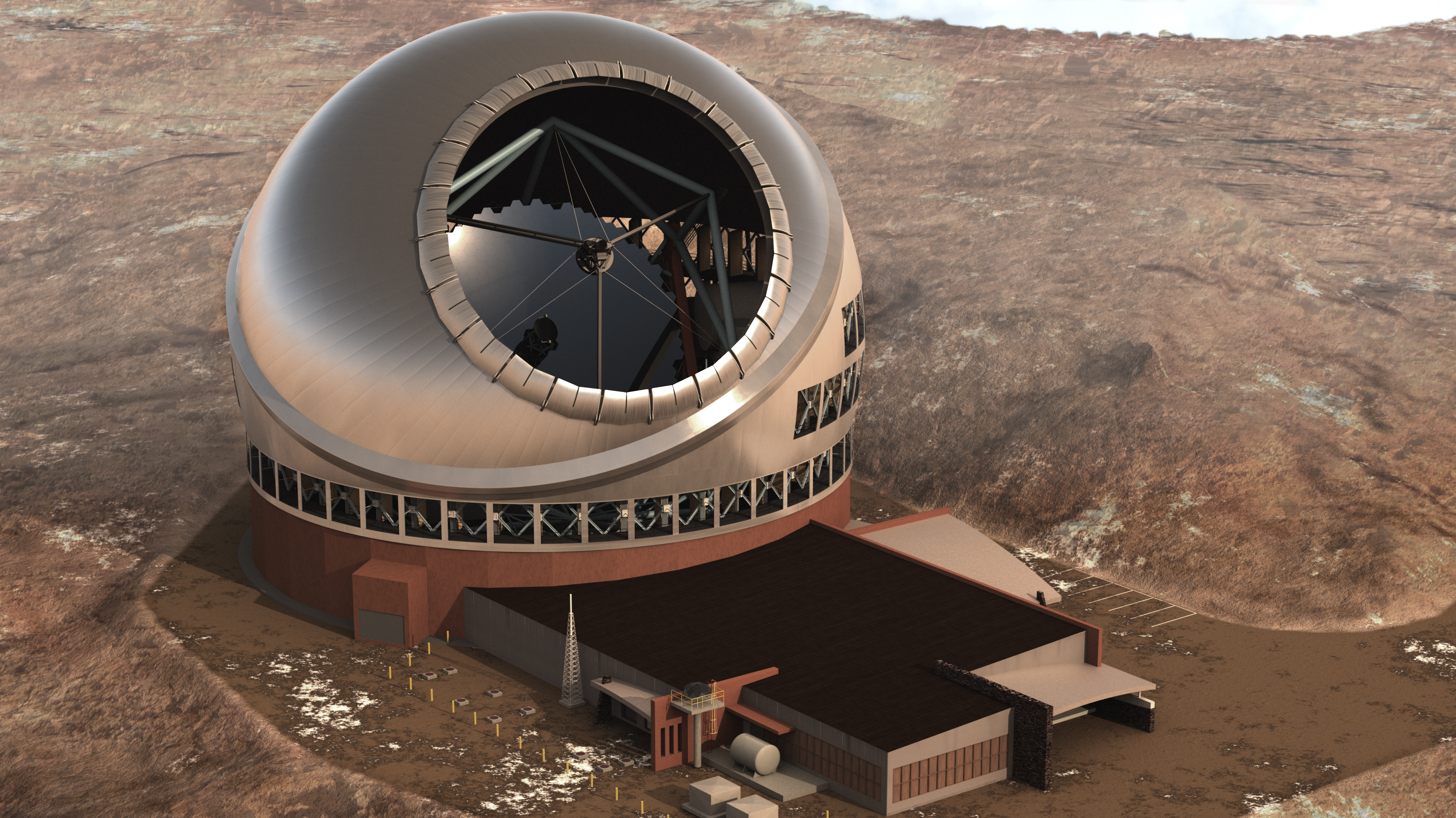
تلسكوب الثلاثون متر

يعتبر الثنائي من أوائل من استجاب لحملة تعهد عطاء الذي نشرها كلا من بيل جيتس ووارن بافت في عام 2010.

وفي سبتمبر 2000، نجح الثنائي في بناء مؤسسة غوردن وبيتي مور في بالو ألتو، كاليفورنيا. وهي مؤسسة تهتم بحماية البيئة، توفير خدمات الرعاية الصحية، تطوير العلوم، تنمية منطقة خليج سان فرانسيسكو. بلغت الميزانية السنوية للمؤسسة في عام 2016 إلى ما يقرب من 315 مليون دولار، في حين وصل وقفها المالي إلى 6.4 مليار دولار.
في عام 2001، تبرع الثنائي بمبلغ 600 مليون دولار إلى معهد كاليفورنيا للتكنولوجيا، ليكون هذا التبرع هو الأكبر في تاريخ التبرعات للمؤسسات العلمية. وفي ديسمبر عام 2007، تبرع الثنائي بمبلغ 200 مليون دولار لمعهد كاليفورنيا للتكنولوجيا وجامعة كاليفورنيا لإنشاء تلسكوب الثلاثون متر، والذي يعتبر ثاني أكبر تلسكوب بصري في العالم.

في عام 2009، حصل الثنائي على ميدالية كارنيجي للأعمال الخيرية.

## وصلات خارجية
- الموقع الرسمي لمؤسسة غوردن وبيتي مور.
- نبذة عن أعمال غوردن وبيتي مور.
- جوردن وبيتي مور يتحدثون عن مؤسستهم.
- السيرة الذاتية لغوردن وبيتي مور.